# Список умерших в 1000 году

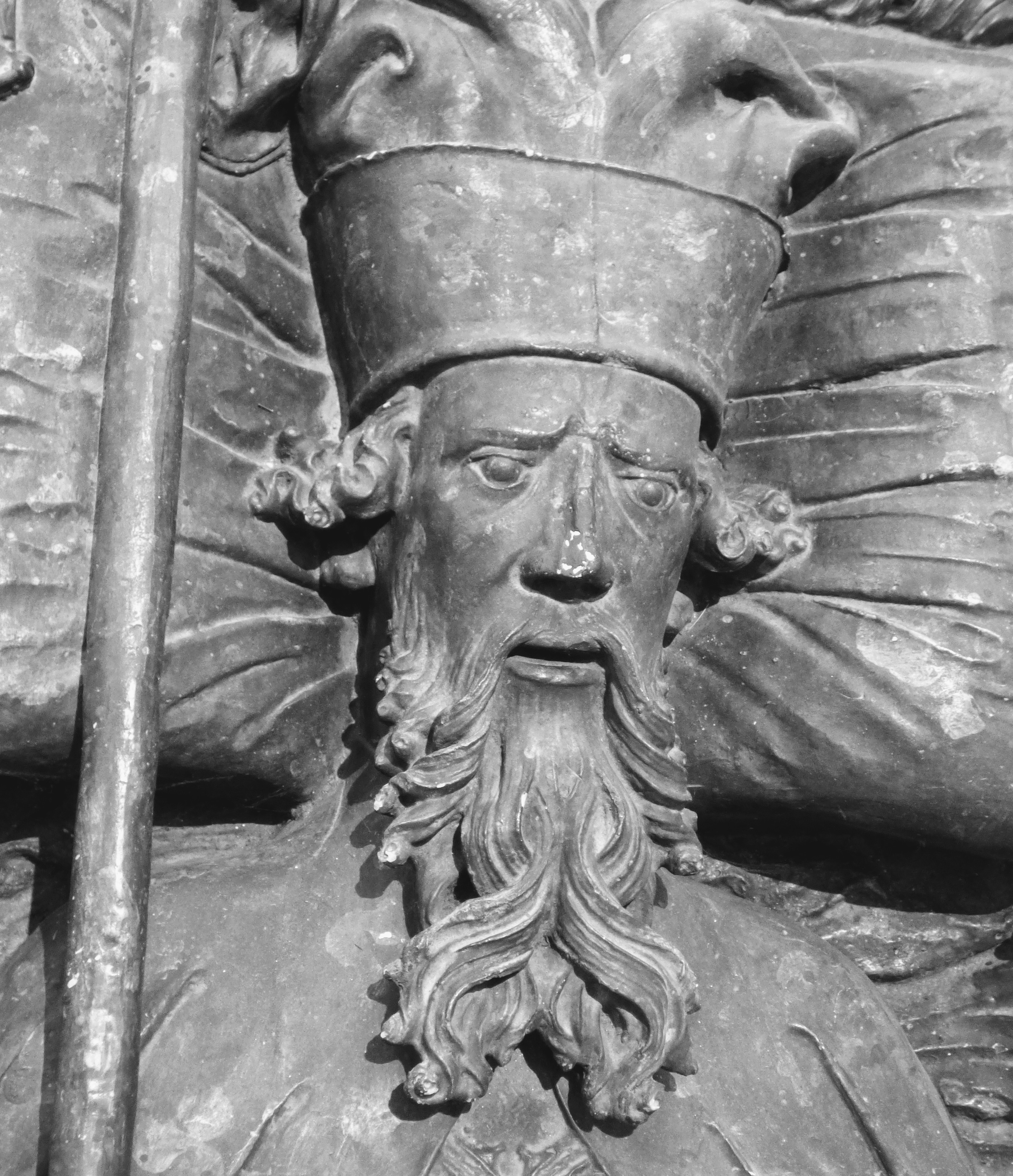
Арибо I

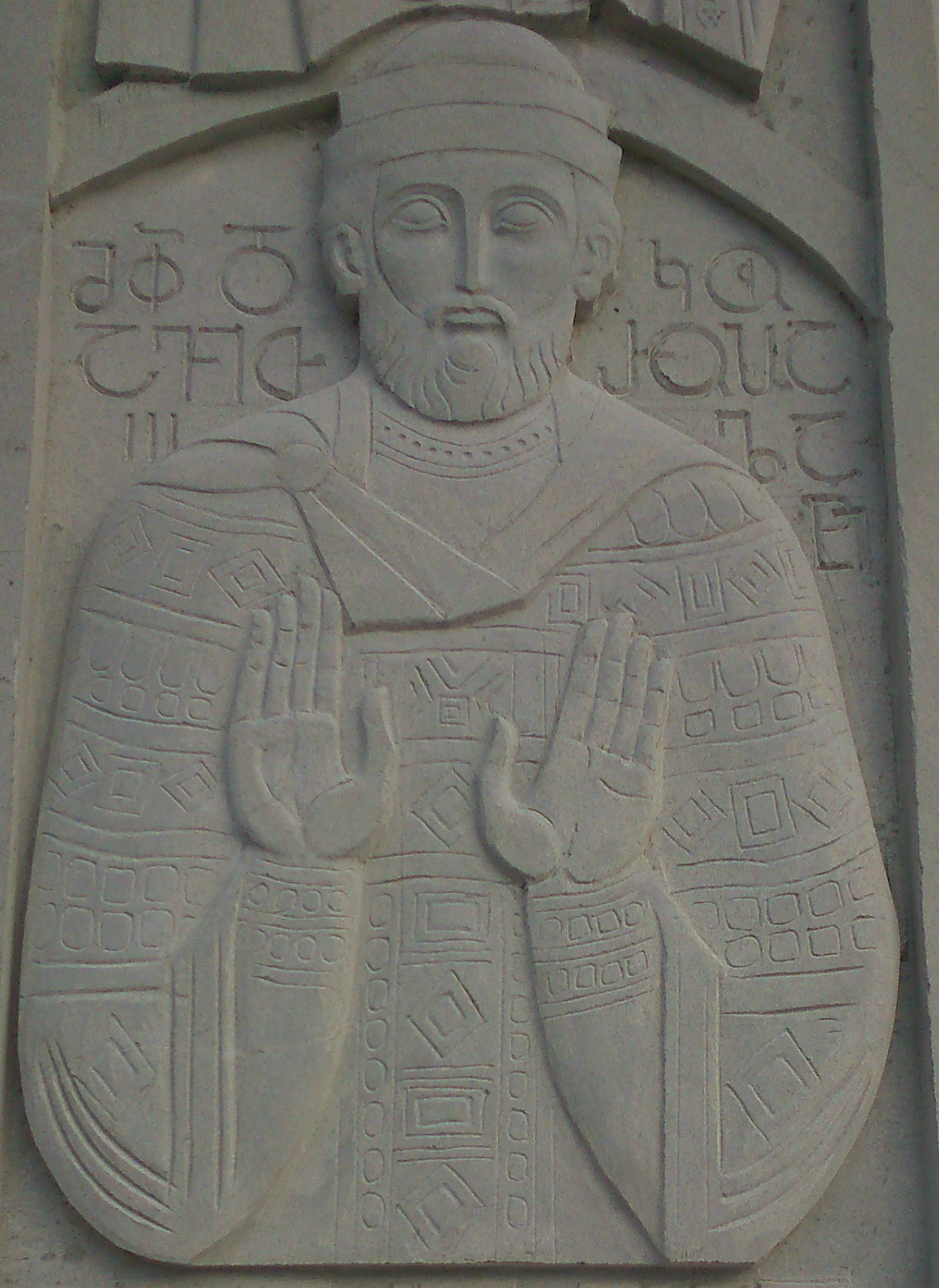
Давид III Куропалат

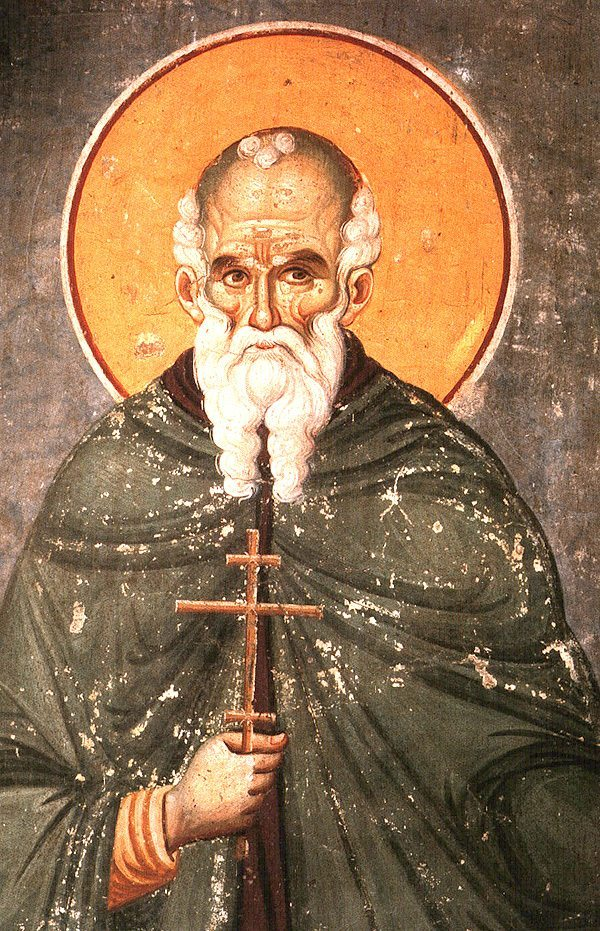
Афанасий Афонский

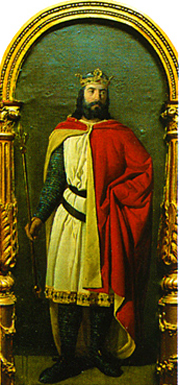
Гарсия II Санчес

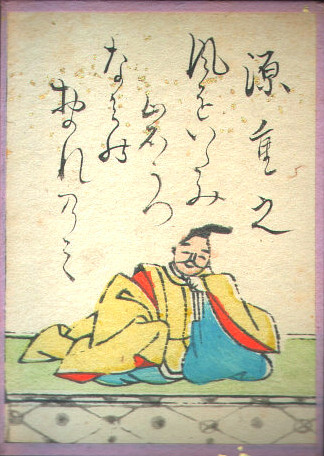
Минамото но Шигеюки

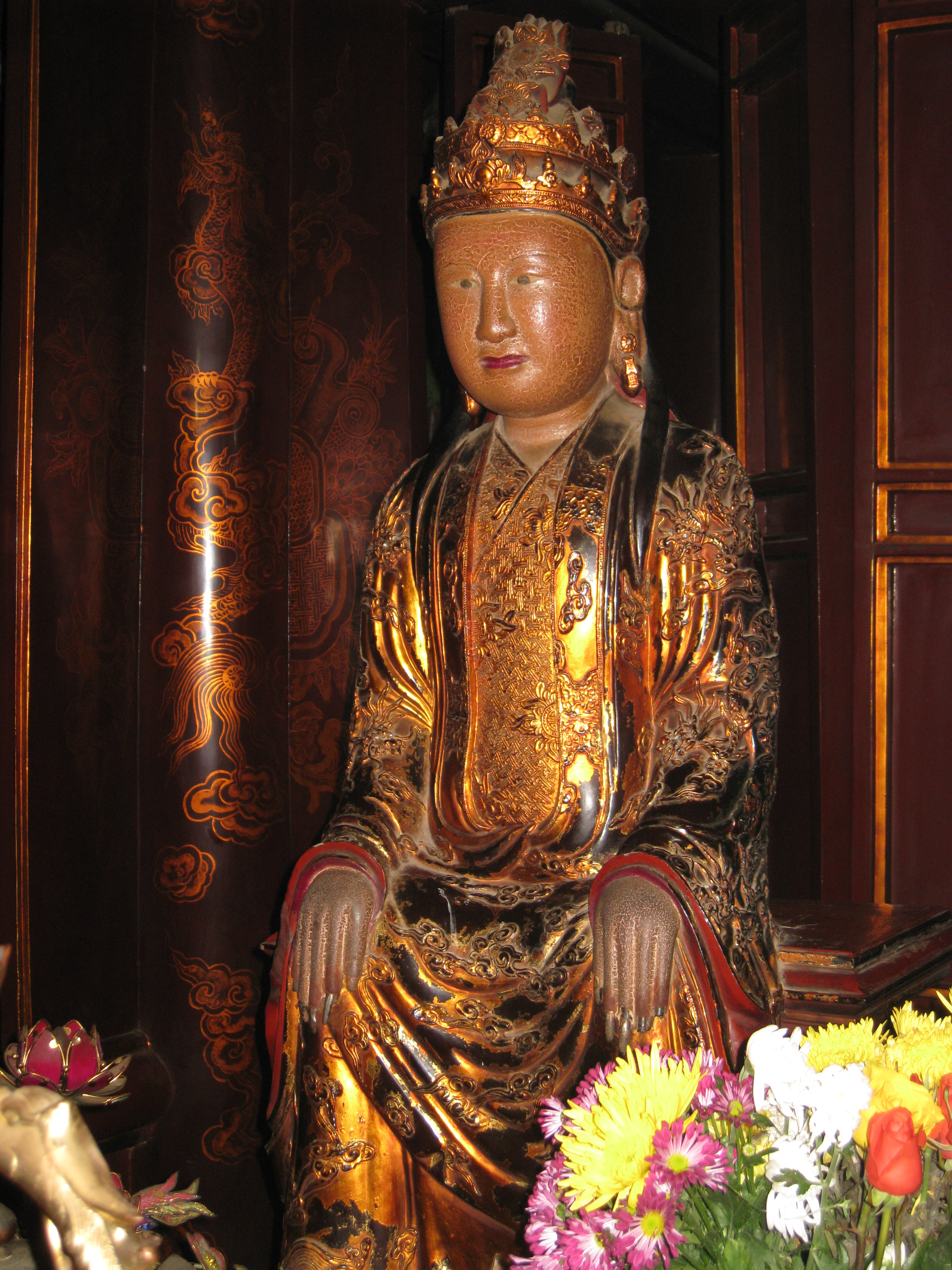
Зыонг Ван Нга

В этой статье представлен список известных людей, умерших в 1000 году.
См. также: Категория:Умершие в 1000 году

## Февраль
- 13 февраля — Арибо I, граф в Химгау и Леобенгау, пфальцграф Баварии (985—1000).

## Март
25 марта или 26 марта — Барджаван — премьер-министр и де-факто регент Фатимидского халифата (997—1000); убит.

## Апрель
- 13 апреля — Маркварт (маркграф Штирии) — первый исторически известный правитель Карантанской марки (Штирии) (ок. 970—1000).

## Май
- 12 мая — Илия II Александрийский[англ.] — патриарх Александрийской поавославной церкви)  (963—1000);
- 17 мая — Рамвод[англ.] — настоятель аббатства святого Эммермана в Регенсбурге, святой христианской церкви, покровитель людей с глазными болезнями;
- 31 мая — Давид III Куропалат — царь Тао-Кларджети (994—1000).

## Июль
- 4 июля — Гуго I де Понтье — сеньор Абвиля, первый граф Понтье (с 988).
- 5 июля
  - Афанасий Афонский — византийский монах, основавший первый и главный монастырь на Святой горе Афон — Великую Лавру.
  - Томмазо ди Террети[итал.] — итальянский монах, Святой католической церкви.
- 29 июля — Гарсия II Санчес — король Наварры с 994; принимал активное участие в Реконкисте и, вероятно, погиб в битве при Сервере. По другим источникам, умер позднее (до ноября 1004 года).

## Сентябрь
- 9 сентября — Олаф I Трюггвасон — король Норвегии c 995 года, потомок короля Харальда Гарфагра. Погиб в битве у Свольдера;
- 18 сентября — Тира Датская — супруга короля Норвегии Олафа I Трюгвассона.

## Ноябрь
- 17 ноября — Эльфтрита — королева-консорт Англии (965—975), жена короля Эдгара; возможно умерла в 999 или 1001 году;
- 21 ноября — Джованни Винченцо[итал.] — архиепископ Равенны (986—997), святой христианской церкви, покровитель Сант-Амброджо-ди-Торино.

## Декабрь
- 16 декабря —  Макарий Коллезано[итал.] — итальянский монах, святой католической церкви;
- Мар Мари II бар Тобия[итал.] —  предстоятель Ассирийской церкви Востока (987—1000).

## Дата неизвестна или требует уточнения
- Абу Махмуд аль-Худжанди — персидский математик и астроном.
- Абу'л Харет Ахмад[англ.] — фаригунидский[англ.] правитель Гузгана (982—1000);
- Ал-Кухи — персидский математик и астроном;
- Аль-Мукаддаси — арабский географ;
- Ал-Ходжанди — персидский математик и астроном;
- Амицоне[итал.] — епископ Турина (966—1000);
- Динавари — персидский и арабский поэт;
- Зыонг Ван Нга[англ.] — вьетнамская императрица-консорт (с 979), жена императора Ле Хоана;
- Ибн Сахл — персидский математик и физик;
- Ивар из Уотерфорда — король королевства викингов в Уотерфорде (969—1000), король Дублина (989—993, 994—995);
- Иоанн Геометр — византийский поэт;
- Иса ибн Настурус ибн Сурус[англ.] — коптский египетский писец, визирь Фатимидского халифата (993—996), казнён по приказу халифа Аль-Хакима Биамриллаха;
- Кинан ап Хивел — король Гвинеда (999—1000);
- Люй Дуань — китайский государственный деятель, цзайсян (первый министр) (994—1000);
- Малфрида — четвёртая жена Великого князя Киевского Владимира Святославича;
- Манфред I — маркграф Турина (977—1000);
- Минамото но Шигеюки[англ.] — японский поэт, писатель;
- Пелагий[англ.] — епископ Луго (985—1000);
- Рагдай Удалой — древнерусский богатырь, упоминаемый в Никоновской летописи;
- Рогнеда Рогволодовна — дочь полоцкого князя Рогволода, жена великого киевского князя Владимира Святославича; по другим данным, умерла в 1002;
- Ухтанес — армянский историк, церковно-общественный деятель;
- Фантинус[англ.] — итальянский святой;
- Хаюдж Иехуда бен Давид — еврейский лингвист, основоположник грамматики иврита;
- Хуянь Цзань[англ.] — китайский военачальник династии Северная Сун.